# Hellmut von Schweinitz
Karl Hellmut Alexander von Schweinitz (* 12. September 1901 in Elberfeld; † 23. November 1960 in Luxemburg) war ein deutscher Journalist, Schriftsteller und evangelischer Pfarrer.

## Leben
Hellmut von Schweinitz war der Sohn von Hermann von Schweinitz (1864–1938) und dessen Ehefrau Elisabeth Lichnock (1868–1943). Er hatte in München Literatur und Literaturgeschichte studiert. 1932 übernahm er die Chefredaktion der damals in Berlin erscheinenden Tageszeitung „Der Reichsbote“. Neben seiner journalistischen Tätigkeit schrieb er auch Gedichte, Romane und Legenden. Ab 1933 erhielt er Berufsverbot und wurde abwechselnd mit Schreib- und Redeverbot belegt. Des Weiteren wurde er mehrfach von der Gestapo verhört. Im Jahr 1935 begann von Schweinitz ein Theologiestudium in Halle. 1941 wurde er Pfarrer. Ein Jahr später, 1942, wurde er von der Wehrmacht zum Kriegsdienst eingezogen. Nach dem Zweiten Weltkrieg war er von 1947 bis 1958 in Meisenheim. 1949 gründete er die Meisenheimer Dichterwoche, die bis 1960 unter seiner Leitung jährlich stattfand.
2011 wurde ihm zu Ehren der Platz vor dem Meisenheimer Gemeindehaus in Hellmut-von-Schweinitz-Platz umbenannt.

## Familie
Am 20. Juni 1925 heiratete er in Zweibrücken Luise Reissinger (* 18. April 1889 in Zweibrücken; † 25. Dezember 1962 in Luxemburg).